# Wereldkampioenschappen schaatsen sprint 2009
De wereldkampioenschappen schaatsen sprint 2009 werden op 17 en 18 januari 2009 gereden op de ijsbaan Krylatskoje te Moskou.
Titelverdedigers waren de Wereldkampioenen van 2008 in Heerenveen, Lee Kyou-hyuk en Jenny Wolf.
| Programma                                                               | Programma                                                               |
| ----------------------------------------------------------------------- | ----------------------------------------------------------------------- |
| zaterdag 17 januari                                                     | zondag 18 januari                                                       |
| 500 meter vrouwen 500 meter mannen 1000 meter vrouwen 1000 meter mannen | 500 meter vrouwen 500 meter mannen 1000 meter vrouwen 1000 meter mannen |

## Mannen

### Verslag

#### Eerste 500 meter
Tot aan de zevende rit waren er geen opvallende prestaties neergezet. In rit zeven moest Erben Wennemars, die aan zijn tiende WK begonnen was, het opnemen tegen Lee Ki-Ho. Na een voor zijn doen zeer snelle opening onder de tien seconden, gleed zijn schaats onder zich uit in de laatste binnenbocht, waardoor hij onderuit ging. Per brancard moest hij van het ijs verwijderd worden om naar het ziekenhuis gebracht te worden. Lee vervolgde zijn rit en noteerde de negende tijd. Door het oponthoud wisten Håvard Bøkko en Konrad Niedźwiedzki geen goede prestaties neer te zetten in de daaropvolgende rit.
In rit 9 nam Nederlands kampioen Stefan Groothuis het op tegen Tadashi Obara. Al vlak na de start zette Groothuis de punt van zijn schaats in het ijs waardoor hij onderuit ging. Hij kon de rit wel vervolgen, maar zette de slechtste tijd neer.
In rit 11 kwam de volgende kanshebber aan de start: Shani Davis. Na een voor zijn doen snelle opening reed hij een ietwat teleurstellend rondje waardoor hij niet verder kwam dan de tiende plek. Na deze rit namen de overige Nederlanders Mark Tuitert en Simon Kuipers het tegen elkaar op. Beiden reden een degelijke 500 meter met respectievelijk een 13e en een 6e plek.
Keiichiro Nagashima verbeterde vervolgens het baanrecord in zijn rit tegen Dmitri Lobkov. In de voorlaatste rit kwam de gedoodverfde favoriet Lee Kyou-hyuk aan de start tegen Yu Fengtong. Beiden maakten geen fouten, Lee verbeterde het baanrecord tot 34,96 en Yu eindigde als derde. Tot slot finishten Tucker Fredricks en Pekka Koskela op respectievelijk de 4e en 5e plek.

#### Eerste 1000 meter
Vanaf rit nummer 8 werd het spannend voor het klassement. Als eersten moesten Simon Kuipers en Keiichiro Nagashima een tijd neerzetten. In een foutloze race zetten ze zeer goede tijden neer, Kuipers dook zelfs onder het oude baanrecord. Mark Tuitert kon in de rit daarna niet overtuigen, mede vanwege een gebrek aan tegenstand. Stefan Groothuis startte in rit 12 tegen Kyle Parrott. Na zijn val op de 500 meter was de eindigde Groothuis slechts drie tienden achter Kuipers, waarmee hij uiteindelijk op het podium eindigde.
Na zijn tegenvallende 500 meter moest Shani Davis zich flink verbeteren om een rol van betekenis te spelen. Dit deed hij overtuigend, hij dook onder de tijd van Kuipers. In de voorlaatste rit reed Lee Kyou-hyuk naar een vijfde tijd, waarmee hij kostbare tijd verloor op zijn tegenstanders. In de laatste rit verknalde wereldrecordhouder Pekka Koskela zijn klassement door een slechte 11e tijd neer te zetten.
Na dag 1 waren er nog vier kanshebbers voor de titel, met Nagashima op nummer 1, Kyou-Hyuk Lee op 2, Kuipers op 3 en Davis op 4.

#### Tweede 500 meter
Stefan Groothuis was als eerste Nederlandse deelnemer aan de beurt. Hij reed een rit met veel misslagen en kwam de laatste binnenbocht heel ruim uit. Desondanks bleek zijn tijd de beste Nederlandse tijd. Yu Fengtong verbeterde in de hieropvolgende rit het baanrecord.
In rit nummer 13 reed Mark Tuitert tegen Pekka Koskela. Koskela won de rit ruim en Tuitert verloor zeer veel tijd, waardoor hij kelderde in het klassement. Opvallend was dat de tijd van Koskela korter was dan die van Mika Poutala. Bij de medaille-uitreiking bleek de tijd van Poutala echter gecorrigeerd te zijn en daardoor korter dan die van Koskela. Zodoende werd de verkeerde Fin gehuldigd.
In de voorlaatste rit reed Shani Davis tegen Keiichiro Nagashima. Beiden reden zeer goed, Nagashima verbeterde het baanrecord opnieuw en Davis reed een tijd die slechts 0,01 seconden langzamer was dan zijn persoonlijk record. Daarom moesten in de laatste rit Simon Kuipers en Lee Kyou-hyuk flink aan de bak om bij te blijven. Lee lukte dat met een vijfde tijd, maar Kuipers verloor zeer veel tijd en werd slechts zestiende.
Met alleen de 1000 meter nog voor de boeg leek Nagashima vrij zeker van zijn eerste titel. Hij stond ruim voor op Lee en nog veel meer op Davis. Kuipers' kansen op een podiumplek waren verkeken.

#### Tweede 1000 meter
Nagashima behaalde slechts een achtste plek en Davis wist de tweede 1000 meter en het eindklassement op zijn naam te schrijven. Kuipers won brons na een val van Lee Kyou-hyuk

### Afstandmedailles
| Discipline | Goud                | Zilver              | Brons            |
| ---------- | ------------------- | ------------------- | ---------------- |
| 500m       | Lee Kyou-hyuk       | Keiichiro Nagashima | Yu Fengtong      |
| 1000m      | Shani Davis         | Simon Kuipers       | Stefan Groothuis |
| 500m       | Keiichiro Nagashima | Yu Fengtong         | Mika Poutala     |
| 1000m      | Shani Davis         | Denny Morrison      | Jevgeni Lalenkov |

### Eindklassement
| Rang   | Schaatser                 | Land                | 1e 500m    | 1e 1000m     | 2e 500m    | 2e 1000m     | Puntentotaal |
| ------ | ------------------------- | ------------------- | ---------- | ------------ | ---------- | ------------ | ------------ |
| Goud   | Shani Davis               | Verenigde Staten    | 35,63 (10) | 1.08,84 (1)  | 35,18 (6)  | 1.08,66 (1)  | 139.560      |
| Zilver | Keiichiro Nagashima       | Japan               | 35,01 (2)  | 1.09,41 (4)  | 34,91 (1)  | 1.10,19 (8)  | 139,720      |
| Brons  | Simon Kuipers             | Nederland           | 35,44 (6)  | 1.08,93 (2)  | 35,77 (16) | 1.09,55 (4)  | 140.450      |
| 4      | Pekka Koskela             | Finland             | 35,27 (5)  | 1.10,52 (11) | 35,15 (4)  | 1.09,81 (6)  | 140,585      |
| 5      | Denny Morrison            | Canada              | 36,02 (17) | 1.10,02 (7)  | 35,71 (14) | 1.08,77 (2)  | 141,125      |
| 6      | Mika Poutala              | Finland             | 35,67 (11) | 1.10,70 (15) | 35,14 (3)  | 1.10,42 (14) | 141,370      |
| 7      | Tadashi Obara             | Japan               | 35,85 (15) | 1.10,65 (14) | 35,27 (7)  | 1.09,94 (7)  | 141,415      |
| 8      | Dmitri Lobkov             | Rusland             | 35,46 (7)  | 1.10,57 (12) | 35,53 (10) | 1.10,30 (10) | 141,425      |
| 9      | Mark Tuitert              | Nederland           | 35,69 (13) | 1.09,80 (6)  | 35,94 (17) | 1.10,21 (9)  | 141,635      |
| 10     | Tucker Fredricks          | Verenigde Staten    | 35,10 (4)  | 1.11,37 (22) | 35,54 (11) | 1.11,07 (18) | 141,860      |
| 11     | Yu Fengtong               | China               | 35,08 (3)  | 1.12,88 (27) | 34,91 (2)  | 1.10,82 (15) | 141,870      |
| 12     | Lee Kang-seok             | Zuid-Korea          | 35,47 (8)  | 1.10,88 (17) | 35,31 (8)  | 1.11,34 (22) | 141,890      |
| 13     | Jamie Gregg               | Canada              | 35,67 (11) | 1.10,89 (18) | 35,40 (9)  | 1.11,30 (21) | 142,165      |
| 14     | Kyle Parrott              | Canada              | 35,89 (16) | 1.10,80 (16) | 35,73 (15) | 1.10,39 (12) | 142,215      |
| 15     | Lee Ki-ho                 | Zuid-Korea          | 35,58 (9)  | 1.11,23 (21) | 35,60 (13) | 1.11,18 (20) | 142,385      |
| 16     | Jevgeni Lalenkov          | Rusland             | 36,39 (22) | 1.10,26 (9)  | 36,18 (20) | 1.09,52 (3)  | 142,460      |
| 17     | Konrad Niedźwiedzki       | Polen               | 36,24 (19) | 1.10,37 (10) | 36,17 (19) | 1.10,32 (11) | 142,755      |
| 18     | Stefan Groothuis          | Nederland           | 38,06 (30) | 1.09,32 (3)  | 35,59 (12) | 1.09,70 (5)  | 143,160      |
| 19     | Håvard Bøkko              | Noorwegen           | 36,27 (20) | 1.10,60 (8)  | 36,49 (24) | 1.10,41 (13) | 143,345      |
| 20     | Christoffer Fagerli Rukke | Noorwegen           | 36,27 (20) | 1.10,06 (13) | 36,37 (23) | 1.10,83 (16) | 143,355      |
| 21     | Nico Ihle                 | Duitsland           | 36,12 (18) | 1.12,00 (25) | 36,01 (18) | 1.11,16 (19) | 143,710      |
| 22     | Samuel Schwarz            | Duitsland           | 36,51 (23) | 1.10,97 (19) | 37,49 (28) | 1.11,06 (17) | 145,015      |
| 23     | Takaharu Nakajima         | Japan               | 35,82 (14) | 1.11,59 (24) | 36,27 (21) | 1.15,08 (23) | 145,425      |
| NC24   | Lee Kyou-hyuk             | Zuid-Korea          | 34,96 (1)  | 1.09,47 (5)  | 35,16 (5)  | dnf          | 104,855      |
| NC25   | Daniel Friberg            | Zweden              | 37,00 (28) | 1.11,57 (23) | 36,72 (26) |              | 109,505      |
| NC26   | Philip Brojaka            | Verenigd Koninkrijk | 36,79 (26) | 1.12,33 (26) | 36,66 (25) |              | 109,615      |
| NC27   | Vladimir Sjerstjuk        | Kazachstan          | 36,99 (27) | 1.13,43 (28) | 36,91 (27) |              | 110,615      |
| NC28   | José Ignacio Fazio        | Argentinië          | 37,61 (29) | 1.14,28 (29) | 37,86 (29) |              | 112,610      |
| -      | Maciej Ustynowicz         | Polen               | 36,27 (20) | diskw.       | 36,27 (21) |              |              |
| -      | Joel Eriksson             | Zweden              | 36,74 (25) | 1.11,11 (20) | dns        |              |              |
| -      | Erben Wennemars           | Nederland           | dnf        |              |            |              |              |

De startplaatsen voor de Wereldkampioenschap schaatsen sprint 2010 werden eveneens bepaald aan de hand van bovenstaand klassement. Landen met minstens drie schaatsers bij de eerste zestien mogen vier rijders afvaardigen, landen met minstens twee schaatsers bij de eerste 22 mogen drie rijders afvaardigen, en landen met minstens één schaatser bij de eerste 28 mogen twee rijders afvaardigen. De overige ISU leden mogen één schaatser afvaardigen.
4 startplaatsen: Canada
3 startplaatsen: Duitsland, Finland, Japan, Nederland, Noorwegen, Rusland, Verenigde Staten en Zuid-Korea
2 startplaatsen: Argentinië, China, Groot-Brittannië, Kazachstan, Polen en Zweden

## Vrouwen

### Verslag

#### Eerste 500 meter
Na een knieblessure was dit de eerste internationale wedstrijd van Anni Friesinger. Omdat ze nog geen wedstrijd gereden had mocht ze in rit 1 starten. Ze zette een nette 12e tijd op de klokken.
In rit 4 reed Natasja Bruintjes naar een tijd die goed was voor de 16e plek. Laurine van Riessen zette een knappe 9e tijd neer in haar rit tegen Shihomi Shinya. Opvallend was de prestatie van Jin Peiyu die de tot dan toe snelste tijd neerzette. Later bleek dit goed te zijn voor de 6e plek.
De grootste Nederlandse kanshebber op eremetaal, Annette Gerritsen, startte in rit 11 tegen Joelia Nemaja. Na snelle openingen leek er voor beiden een snelle tijd aan te komen. Totdat Gerritsen in de laatste buitenbocht onderuit gleed. Omdat ze verward overeind kwam, reed ze een stukje in de binnenbaan, waardoor ze na afloop gediskwalificeerd werd. Nemaya eindigde als vijfde.
Wang Beixing zette vervolgens een lage 38'er neer tegen Lee Sang-hwa. Ze reden de snelste tijden tot dan toe. Yu Jing kwam nog in de buurt van de tijd van Lee in een persoonlijk record, maar het was Jenny Wolf in de laatste rit die iedereen voorbij schaatste. Hoewel het een baanrecord was, was het gat tussen Wolf en de rest slechts één tiende, waar het vorig jaar nog meer dan een halve seconde was. De tegenstander van Wolf, Margot Boer, werd achtste en daarmee beste Nederlandse.

#### Eerste 1000 meter
Anni Friesinger moest wederom het spits afbijten. Dit deed ze door een zeer goede tijd neer te zetten, die lang de beste tijd bleek te zijn.
Als eerste Nederlandse moest Natasja Bruintjes in rit 7 tegen Jekaterina Malysjeva. Ze zette voor haar doen een goede tijd neer, die later goed bleek voor de 12e plek. In de rit na Bruintjes moest Jenny Wolf rijden. Na een goede 600 meter bleek de 1000 meter toch te lang voor haar, ze had een verval van meer dan 4 seconde in de laatste ronde. Ze verloor dus veel tijd op de 1000 meter.
In rit 10 moest Margot Boer tegen de russin Jekaterina Lobysjeva. Zij reed een bijzonder goede 1000 meter en verbeterde het baanrecord van Friesinger. Yu Jing reed vervolgens met een persoonlijk record naar een zevende plek en Laurine van Riessen werd vijfde. Als laatste kwamen Wang Beixing en Annette Gerritsen aan de beurt. Voor Gerritsen was deze rit ook een skate-off tegen Bruintjes voor een wereldbeker-ticket. Deze won ze uiteindelijk met bijna een seconde verschil. Wang reed zichzelf naar het podium toe, ze werd derde.
Na dag 1 stond Beixing Wang riant aan de leiding, voor Wolf. Met bijna een halve seconde verschil, zou het een harde taak voor Wolf worden om Wang nog te passeren. Achter Wolf stonden Boer, Yu en Friesinger die nog in strijd waren voor een podiumplek.

#### Tweede 500 meter
In de eerste rit moest Annette Gerritsen rijden, vanwege haar eerdere diskwalificatie. Ditmaal reed ze foutloos en dat was goed voor de vijfde tijd. Natasja Bruintjes maakte in haar rit geen fouten en handhaafde zich op de rand van de top 10 van het klassement.
In rit 9 kwam de eerste kanshebster aan de beurt, Anni Friesinger. In tegenstelling tot haar eerste 500 meter was deze niet best. Ze maakte een paar misslagen en verloor hiermee veel tijd op haar concurrenten. In rit 12 moest Margot Boer zorgen dat ze niet te veel tijd zou verliezen op Yu Jing, om kans te houden op een podiumplek. Boer reed niet veel beter dan op de eerste dag, terwijl Yu wel weer haar PR verbeterde, waardoor ze veel tijd verloor. Laurine van Riessen, die tot dan toe hoog in het klassement stond, verknalde haar klassement in haar rit tegen Yu.
De enigen die dit seizoen 37'ers gereden hadden, Jenny Wolf en Wang Beixing, startten tegen elkaar in de laatste rit. Wolf hoopte veel tijd goed te kunnen maken op Wang, maar Wang beperkte de schade tot 5 honderdsten. Wel reed Wolf een nieuw baanrecord. Wang leek hierdoor zeker van de titel, ze had driekwart seconde voorsprong op Wolf. Hierachter stond Yu, die met Boer uit moest maken wie brons zou veroveren.

#### Tweede 1000 meter
Wang Beixing eindigde voor de vier keer dit weekend op het podium en won het WK sprint voor Jenny Wolf. Yu Jing verdedigde met succes haar voorsprong op Margot Boer en pakte het brons.

### Afstandmedailles
| Discipline | Goud            | Zilver          | Brons        |
| ---------- | --------------- | --------------- | ------------ |
| 500m       | Jenny Wolf      | Wang Beixing    | Lee Sang-hwa |
| 1000m      | Margot Boer     | Anni Friesinger | Wang Beixing |
| 500m       | Jenny Wolf      | Wang Beixing    | Lee Sang-hwa |
| 1000m      | Anni Friesinger | Wang Beixing    | Margot Boer  |

### Eindklassement
| Rang   | Schaatsster           | Land             | 1e 500m    | 1e 1000m     | 2e 500m    | 2e 1000m     | Puntentotaal |
| ------ | --------------------- | ---------------- | ---------- | ------------ | ---------- | ------------ | ------------ |
| Goud   | Wang Beixing          | China            | 38,10 (2)  | 1.16,53 (3)  | 37,91 (2)  | 1.16,40 (2)  | 152,475      |
| Zilver | Jenny Wolf            | Duitsland        | 38,00 (1)  | 1.17,58 (6)  | 37,86 (1)  | 1.17,52 (10) | 153,410      |
| Brons  | Yu Jing               | China            | 38,42 (4)  | 1.17,07 (7)  | 38,40 (4)  | 1.16,77 (4)  | 153.740      |
| 4      | Margot Boer           | Nederland        | 38,86 (8)  | 1.16,29 (1)  | 38,83 (9)  | 1.16,66 (3)  | 154.165      |
| 5      | Jin Peiyu             | China            | 38,57 (6)  | 1.17,31 (8)  | 38,68 (7)  | 1.17,37 (9)  | 154,590      |
| 6      | Anni Friesinger       | Duitsland        | 39,08 (12) | 1.16,48 (2)  | 39,34 (17) | 1.16,01 (1)  | 154,665      |
| 7      | Sayuri Yoshii         | Japan            | 39,08 (12) | 1.17,05 (6)  | 38,79 (8)  | 1.16,83 (6)  | 154,810      |
| 8      | Shihomi Shinya        | Japan            | 38,71 (7)  | 1.17,47 (9)  | 38,89 (10) | 1.17,63 (12) | 155,150      |
| 9      | Lee Sang-hwa          | Zuid-Korea       | 38,33 (3)  | 1.18,68 (17) | 38,38 (3)  | 1.18,35 (17) | 155.225      |
| 10     | Laurine van Riessen   | Nederland        | 38,95 (9)  | 1.16,95 (5)  | 39,71 (20) | 1.16,81 (5)  | 155,540      |
| 11     | Monique Angermüller   | Duitsland        | 39,17 (14) | 1.17,74 (11) | 39,01 (12) | 1.17,80 (13) | 155.950      |
| 12     | Natasja Bruintjes     | Nederland        | 39,33 (16) | 1.17,78 (12) | 39,04 (13) | 1.17,53 (11) | 156.025      |
| 13     | Tomomi Okazaki        | Japan            | 38,95 (9)  | 1.18,41 (16) | 38,89 (10) | 1.18,50 (19) | 156,295      |
| 14     | Shannon Rempel        | Canada           | 38,41 (17) | 1.18,06 (15) | 39,36 (18) | 1.17,03 (7)  | 156,315      |
| 15     | Joelia Nemaja         | Rusland          | 38,55 (5)  | 1.19,62 (22) | 38,65 (6)  | 1.19,11 (21) | 156,565      |
| 16     | Lee Bo-ra             | Zuid-Korea       | 39,04 (11) | 1.18,96 (19) | 39,11 (14) | 1.18,26 (15) | 156,760      |
| 17     | Jennifer Rodriguez    | Verenigde Staten | 39,69 (21) | 1.17,91 (14) | 38,54 (19) | 1.17,27 (8)  | 156,820      |
| 18     | Jekaterina Malysjeva  | Rusland          | 39,23 (15) | 1.19,10 (20) | 39,12 (15) | 1.18,14 (14) | 156,970      |
| 19     | Jekaterina Lobysjeva  | Rusland          | 39,45 (18) | 1.17,83 (12) | 39,97 (24) | 1.18,38 (18) | 157,525      |
| 20     | Heather Richardson    | Verenigde Staten | 39,60 (19) | 1.19,20 (21) | 39,25 (16) | 1.18,29 (16) | 157,595      |
| 21     | Heike Hartmann        | Duitsland        | 39,62 (20) | 1.18,91 (18) | 39,73 (22) | 1.19,23 (22) | 158,420      |
| 22     | An Jee-min            | Zuid-Korea       | 39,88 (22) | 1.20,61 (24) | 39,71 (20) | 1.19,62 (23) | 159,705      |
| 23     | Hege Bøkko            | Noorwegen        | 40,43 (25) | 1.20,22 (23) | 40,68 (27) | 1.19,04 (20) | 160,740      |
| 24     | Tamara Oudenaarden    | Canada           | 40,24 (23) | 1.20,84 (25) | 39,80 (23) | 1.20,75 (24) | 160.835      |
| NC25   | Kerry Dankers-Simpson | Canada           | 40,36 (24) | 1.21,01 (26) | 40,17 (25) |              | 121,035      |
| NC26   | Paulina Wallin        | Zweden           | 40,93 (26) | 1.23,76 (28) | 40,20 (26) |              | 123,010      |
| NC27   | Yelena Myagkikh       | Oekraïne         | 42,14 (27) | 1.22,13 (27) | 41,84 (28) |              | 125,045      |
| -      | Annette Gerritsen     | Nederland        | diskw.     | 1.16,82 (4)  | 38,49 (5)  |              |              |

De startplaatsen voor de Wereldkampioenschap schaatsen sprint 2010 werden eveneens bepaald aan de hand van bovenstaand klassement. Landen met minstens drie schaatssters bij de eerste zestien mogen vier rijdsters afvaardigen, landen met minstens twee schaatssters bij de eerste 22 mogen drie rijdsters afvaardigen, en landen met minstens één schaatsster bij de eerste 28 mogen twee rijdsters afvaardigen. De overige ISU leden mogen één schaatsster afvaardigen.
4 startplaatsen: China, Duitsland, Japan en Nederland
3 startplaatsen: Rusland, Verenigde Staten en Zuid-Korea
2 startplaatsen: Canada, Noorwegen, Oekraïne en Zweden
1. ↑  https://kijkonderzoek.nl/component/com_kijkcijfers/Itemid,133/file,j1-7-1-p